# 阿蒂希
阿蒂希（法語：Attichy，法語發音：[atiʃi]）是法国瓦兹省的一个市镇，属于贡比涅区。

## 地理
阿蒂希（49°24'45"N, 3°2'50"E）面积14.74 平方千米，位于法国上法蘭西大區瓦兹省，该省份为法国北部内陆省份，北起索姆省，西接厄尔省和滨海塞纳省，南至塞纳-马恩省和瓦兹河谷省，东临埃纳省。
与阿蒂希接壤的市镇（或旧市镇、城区）包括：埃纳河畔贝尔讷伊、比特里、库卢瓦西、若尔济、穆兰苏图旺、圣克雷潘欧布瓦、特拉西勒蒙。

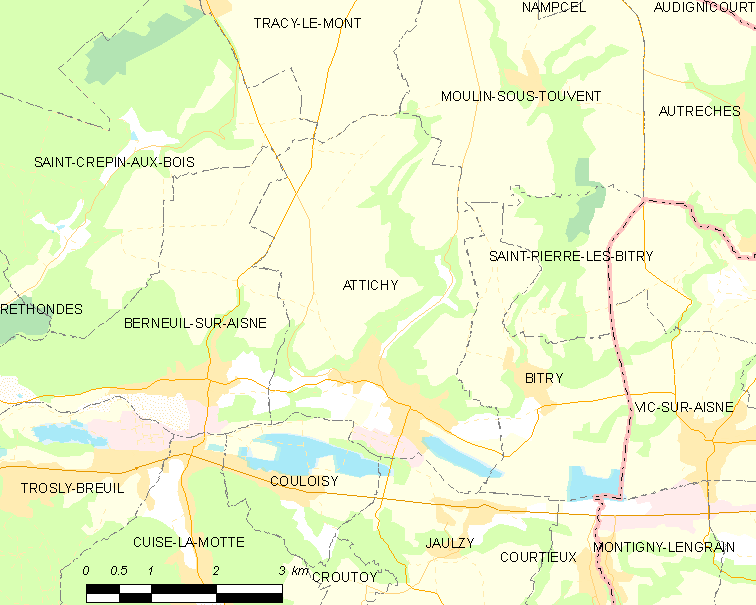
阿蒂希的OSM定位图

阿蒂希的时区为UTC+01:00、UTC+02:00（夏令时）。

## 行政
阿蒂希的邮政编码为60350，INSEE市镇编码为60025。

## 政治
阿蒂希所属的省级选区为贡比涅第一县。

## 人口

1962-2008年间阿蒂希人口变化图示

阿蒂希于2022年1月1日时的人口数量为1855人。